# 木村立嶽
木村 立嶽（きむら りつがく、文政10年（1827年） - 明治23年（1890年）9月9日）は、幕末から明治時代にかけて活躍した狩野派の日本画家。幼名は専之助。雅経、立嶽は号。狩野芳崖、橋本雅邦、狩野勝玉らと共に狩野派四天王と称され、後にフェノロサらが提唱する新しい日本画を創造する活動に加わった。

## 略伝
現在の富山市南田町に、木村定吉の第7子として生まれる。父は仏師として修行しながら、仏壇の指物師・宮大工を生業にしていた。6歳頃から藩画師に入門。藩主・前田利保の推薦で江戸へ行き、木挽町狩野家の狩野栄信・養信に師事。16歳で藩士に取り立てられ、20歳で狩野派を修め、「雅」字を拝領し雅経と名乗る。嘉永元年（1848年）の時、藩命で富山へ戻り、殿中に「松図」を揮毫する。藩主はその画技を高く評価し、地元の名岳（嶽）立山に因んで「立嶽」の号を与えたという。最初は江戸と富山を往復する生活だったが、嘉永4年（1851年）木挽町画所を辞して富山へ帰り、藩主に絵を指南する。この頃『本草通串証図』（全94巻）の制作にも参加し、極彩色の花卉図などを手掛けている。万延元年（1860年）幕命で江戸の木挽町画所へ復帰し、代替わりした狩野雅信に師事。同門の芳崖、狩野友信らと江戸城杉戸絵の制作を担当する。
慶応4年（1868年）、徳川家達の駿府行きに雅信が随行したため同行。翌明治元年新政府の命で、奈良の神武天皇陵へ派遣されこれを写生し、荒廃した御陵域の修理にあたった。その後も奈良社寺宝物取調掛として調査を行う。明治8年（1875年）9月内務省図書寮に出仕し画図掛となる，神武天皇御陵図を製作、これを元に現在の神武陵が出来上がった。しかしその一方で生活には困窮し、明治11年からは芳崖と共に精工社の陶器画や漆器の下絵を描いて糊口をしのぐ。明治14年（1881年）の第二回内国勧業博覧会では、陶器画で妙技二等賞受けている。翌年農商務省勧農局より植物写生掛を命ぜられ、日本中の産物の写生図を描く。同年第一回内国絵画共進会で褒状。この頃、フェノロサと出会いその意見を取り入れた作品を手掛ている。明治17年（1884年）第二回内国絵画共進会に「人物」と「山水」を出品し再び褒状を受ける。同年結成された鑑画会に主力メンバーの一人として、新しい日本画を目指す活動に加わった。明治23年（1890年）横浜で没した。享年64。長男の木村立峰（1853年-1926年）も絵師となった。

## 代表作
| 作品名                     | 技法         | 形状・員数     | 寸法（縦x横cm）                                   | 所有者                                           | 年代                        | 款記・印章                                    | 備考 |
| -------------------------- | ------------ | -------------- | ------------------------------------------------- | ------------------------------------------------ | --------------------------- | --------------------------------------------- | --- |
| 前田利保 能舞3姿図         | 絹本著食     | 3幅            | 119.0x47.5（各）                                  | 富山市郷土博物館                                 | 1849年（嘉永2年）頃         | 各幅に款記「藤原雅経筆」/「藤原雅経」白文方印 | |
| 千歳御殿図屏風             | 紙本著色     | 六曲一双       | 156.0x335.0（各）                                 | 個人                                             | 1855-59年（安政2-6年）頃    |                                               | 富山市指定文化財 |
| 前田家御元祖高徳院様御影像 | 著色         | 1幅            | 86.1x51.8                                         | 富山県立図書館                                   | 1856年（安政3年）           | 款記/「立嶽」朱文瓢印                         | 七尾市・長齢寺所蔵の前田利家像を模写したもの。 |
| 韓信張良物語図             | 絹本著色     | 双幅           | 122.0x50.0（各）                                  | 富山市郷土博物館                                 | 江戸時代                    | 各幅に款記「立嶽畫」                          | |
| 前田利家桶狭間凱旋図       | 紙本著色     | 1幅            | 117.0x46.4                                        | 富山県立図書館                                   | 江戸時代                    |                                               | |
| 前田利家桶狭間凱旋図       | 紙本著色     | 1幅            | 128.0x59.0                                        | 宝円寺                                           | 江戸時代                    |                                               | |
| 能舞台図                   | 紙本著色     | 六曲一双       |                                                   | 千葉市美術館                                     | 江戸末期                    |                                               | |
| 富山藩領山方絵図           | 紙本墨画淡彩 | 3巻            | A巻 28.2x1088.0 B巻：28.2x1353.0 C巻：28.2x1801.5 | 富山市郷土博物館                                 | 1863年（文久元年）-明治初年 | 無し                                          | 第12代富山藩主・前田利声が領内の山間部を巡業する様子を描く。落款やこの絵巻に関する藩の記録はないが、藩の御用絵師による公的な記録画とみなせ、「越富奇談鳥山物語」との人物表現の類似から立嶽が描いたと考えられる。 |
| 奥越出兵図屏風             | 紙本淡彩     | 六曲三隻       | 各157.0x294.0                                     | 個人                                             | 1869年（明治2年）           |                                               | 明治元年（1868年）9月23日から24日にかけて南会津地方で起きた、富山藩・加賀藩などの新政府軍と会津藩や仙台藩ら旧幕府軍との戦いを描く。三隻とも富山藩士大房善太左衛門と、加賀藩家老津田玄蕃が描かれている。          |
| 唐獅子図屏風               | 紙本墨画淡彩 | 六曲一双       | 169.1x342.6（各）                                 | 法人                                             | 明治初期                    |                                               | |
| 高士雅遊図                 | 絹本著色     | 双幅           |                                                   | 東山庵グループコレクション（石川県立美術館寄託） | 制作時期不明                |                                               | |
| 前田八重像                 | 絹本著色     | 1幅            | 77.8x27.4                                         | 個人                                             | 1880年（明治13年）頃        | 「立嶽」朱文瓢印/款記「謹寫」                 | 小西有義賛。像主は前田利民夫人。 |
| Chinese Palace Landscape   | 絹本著色     | 1幅            | 173.5x85.1                                        | フリーア美術館                                   | 1883年（明治16年）          |                                               | |
| 郭璞之図                   | 絹本著色     | 1幅            | 166.5x82.0                                        | 個人                                             | 1883年（明治16年）頃        | 款記「立嶽筆」                                | 下記の「呂洞賓図」に酷似。 |
| 越富奇談鳥山物語           | 絹本墨画淡彩 | 3巻            | 上巻：17.1x603.4 中巻：17.1x668.6 下巻17.1x606.4  | 富山市郷土博物館                                 | 1886年（明治19年）          |                                               | 元治元年7月1日、一代で富山藩家老にまで出世した山田嘉膳が、藩士・島田勝摩に暗殺された事件を描く。島田と行動を共にした入江民部の依頼で描かれたため、反嘉膳・親勝摩の視線で描かれている。                           |
| 楼閣図                     | 絹本著色     | 1幅            | 125.9x49.1                                        | ボストン美術館                                   | 1880年代中期                |                                               | |
| 雪景山水図                 | 紙本墨画淡彩 | 1幅            | 61.3x126.3                                        | ボストン美術館                                   | 1880年代中期                |                                               | |
| 竹内宿禰                   | 絹本著色     | 1幅            | 132.1x62.4                                        | ボストン美術館                                   | 1870-80年頃                 |                                               | |
| 呂洞賓                     | 絹本淡彩     | 1幅            | 158.9x83.2                                        | ボストン美術館                                   | 1870-80年頃                 |                                               | |
| 山水図屏風                 | 紙本著色     | 六曲一隻       | 159.5x350.4                                       | ボストン美術館                                   | 1870-90年代                 |                                               | |
| 楼閣・山水・人物           | 紙本著色     | 六曲一双押絵貼 | 139.0x336.0（各）                                 | 富山県                                           | 1882-90年（明治15-23年）頃  |                                               | |
| 福禄寿之図                 | 絹本著色     | 1幅            | 156.0x83.0                                        | 富山市郷土博物館                                 | 1882-90年（明治15-23年）頃  | 款記「立嶽筆」                                | |

## 参考資料
- 日本美術院百年史編集室編 『日本美術院百年史 第一巻 上』 日本美術院、1989年、pp.80-91,468,474,476,635,690
- 富山市佐藤記念美術館編集発行 『特別展 富山が生んだ絵師たち ー中央画壇で活躍した岸駒・公均・立嶽ー』 2015年10月3日